# Asteríxis
Asterixis ou flapping (do grego astērixis, não fixo) é um tremor no punho quando estendido (dorsiflexão), às vezes parecido com o "bater de asas de um pássaro". O tremor é causado pela função anormal dos centros motores no cérebro, mais especificamente no diencéfalo, que regulam a atividade a manutenção da posição dos músculos dos braços e das mãos. É uma mioclonia de carácter negativo (falta de inibição muscular).
É um dos sintomas neurológicos de doenças graves como:
- Encefalopatia hepática, por exemplo por cirrose hepática[2]
- Doença renal crônica (DRC) com azotemia, por exemplo por Glomerulonefrite pós-estreptocócica
- Insuficiência respiratória com hipercapnia, por exemplo por intoxicação por monóxido de carbono
- Intoxicação por cobre, por exemplo na doença de Wilson

Também pode ser efeito colateral de estabilizantes de humor (como fenitoína e sais de lítio), de barbitúricos ou de benzodiazepinas.